# Эдвардс, Леон
Лео́н А́арон Э́двардс (англ. Leon Aaron Edwards; род. 25 августа 1991, Кингстон) — английский боец смешанных единоборств (MMA) ямайского происхождения, представитель полусредней весовой категории. Выступает на профессиональном уровне начиная с 2011 года, известен по участию в турнирах бойцовских организаций Ultimate Fighting Championship (UFC) и BAMMA. Бывший чемпион BAMMA в полусреднем весе. Бывший чемпион UFC в полусреднем весе. Занимает 4 строчку официального рейтинга UFC в полусреднем весе.

## Биография
Леон Эдвардс родился 25 августа 1991 года в городе Кингстон, Ямайка и жил со своими родителями и братом Фабианом в однокомнатной деревянной хижине. С детства он рос в криминальной среде, его отец Руфус Эдвардс был вовлечен в то, что он описывает как «сомнительную деятельность». Когда Леону было 5 лет, его отец переехал в Англию в поисках лучшей жизни, а спустя 4 года вся семья переехала на постоянное жительство в пригород Бирмингема, которым был не очень благополучный район Астон, где отец семейства купил дом. Едва Эдвардсу исполнилось 14 лет, его отец был застрелен в ночном клубе в Лондоне, где он жил отдельно от семьи. Эта трагедия сильно повлияла на юного Леона, в результате чего он сам был вовлечен в преступную деятельность уличной группировки, такую как торговля наркотиками, уличные драки, ограбления, а также оборот и хранение холодного оружия вместе с другими подростками в его районе. Имел несколько арестов за драки и ношение ножей. Однако он смог выйти из своего образа жизни в 17 лет, когда его семья переехала в Эрдингтон (также пригород и район Бирмингема) и мать заставила его пойти в местный спортивный клуб «Ultimate Training Centre». Там он начал заниматься и впоследствии увлёкся смешанными единоборствами.
Ещё до увлечения единоборствами за свой бойцовский характер получил от своих школьных друзей прозвище «Рокки» (по имени популярного персонажа и главного героя серии кинофильмов «Рокки» о профессиональном боксёре Рокки Бальбоа).

### Начало профессиональной карьеры
Дебютировал в смешанных единоборствах на профессиональном уровне в июне 2011 года, победил своего соперника техническим нокаутом в первом же раунде. Дрался в небольших британских промоушенах Fight UK MMA и SAH. Первое в карьере поражение потерпел в феврале 2012 года — нанёс сопернику запрещённый удар коленом по голове и был за это дисквалифицирован.
Более двух лет успешно выступал во второй по значимости бойцовской организации Англии British Association of Mixed Martial Arts (BAMMA), где одержал в общей сложности пять побед, в том числе завоевал и защитил титул чемпиона в полусредней весовой категории.
Имея в послужном списке восемь побед и только одно поражение, Эдвардс привлёк к себе внимание крупнейшей бойцовской организации мира Ultimate Fighting Championship и в 2014 году подписал с ней долгосрочный контракт.

### Ultimate Fighting Championship (UFC)
2014: Дебют в UFC.
Эдвардс впервые вышел в октагон UFC в 8 ноября 2014 года на турнире UFC Fight Night 56 в Бразилии против местного бойца Клаудиу Силвы (10-1 MMA, 1-0 UFC). Свой дебютный поединок Эдвардс проиграл раздельным решением судей (на карточках судей 28–29, 29–28, 29–28 в пользу Силвы).
2015: Первый бой с Усманом.
11 апреля 2015 года Эдвардс встретился с финалистом 11-го сезона бойцовского шоу «The Ultimate Fighter» опытным американцем польского происхождения Сетом Бачински (19-12 MMA, 5-5 UFC) на турнире UFC Fight Night 64, который проходил в Польше. Эдвардс одержал победу нокаутом уже через 8 секунд после начала поединка и заработал свою первую персональную награду «Выступление вечера». Эта досрочная победа является одной из самых быстрых в истории UFC.
18 июля 2015 года Эдвардс провёл бой с поляком Павлом Павлаком (11-1 MMA, 1-1 UFC) на турнире UFC Fight Night 72 в Шотландии. Он убедительно победил единогласным решением судей, забрав все три раунда (30–27, 30–27, 30–27).
19 декабря 2015 года Эдвардс впервые выступил в США, где на турнире UFC on Fox 17 состоялась его первая очная встреча с будущим чемпионом UFC нигерийцем Камару Усманом (6-1 MMA, 1-0 UFC). Усман в июле 2015 года стал победителем 21-го сезона шоу «The Ultimate Fighter» в составе команды «Blackzilians» и проводил свой первый поединок после подписания контракта с UFC. Эдвардс проиграл бой единогласным решением судей (29–28, 30–27, 29–28 в пользу Усмана).
На протяжении всего 2015 года Эдвардс проводил сборы в известном бойцовском тренировочном центре American Kickboxing Academy (Американская академия кикбоксинга), где повышал свои навыки в борьбе и клинче.
2016 - 2019: Путь к чемпионскому титулу.
После поражения от Усмана, имея скромный рекорд 2-2 в UFC, Эдвардс начал свою продолжительную беспроигрышную серию, которая в итоге привела его к титулу чемпиона UFC.
8 мая 2016 года Эдвардс встретился с американцем Домиником Уотерсом (9-3 MMA, 0-2 UFC) на турнире UFC Fight Night 87 в Нидерландах. Эдвардс победил единогласным решением судей (30–27, 30–27, 30–27).
8 октября 2016 года Эдвардс встретился с #14 рейтинга полусреднего дивизиона UFC россиянином Альбертом Туменовым (15-4 MMA, 5-2 UFC) на своём перовом номерном турнире UFC 204. Эдвардс сделал ставку на борьбу забрал 1-й раунд, однако со второго раунда Туменов перехватил инициативу и в 3-м раунде дело шло к победе российского бойца в случае судейского решения. Несмотря на это, Эдвардс смог победить, проведя неожиданный удушающий приём и заставив соперника сдаться в 3-м раунде. Несмотря на победу над топовым бойцом, Эдвардсу не нашлось места в рейтинге полусреднего дивизиона.
18 марта 2017 года на турнире UFC Fight Night 107 в Англии он встретился с участником The Ultimate Fighter 21 и восходящей звездой бразильцем Висенте Луке (11-5-1 MMA, 4-1 UFC), который шёл на серии из четырёх побед подряд и в тот момент считался главным проспектом полусреднего дивизиона. По ходу боя инициатива переходила от одного бойца к другому, но в итоге лучшим в этом противостоянии на встречных курсах оказался всё-таки Эдвардс. Он был результативнее в заключительном 3-м раунде и смог победить единогласным решением судей (29–28, 29–28, 29–28).
26 апреля 2017 года Эдвардс впервые попал в официальный рейтинг лучших бойцов UFC полусреднего веса, где занял сначала 15-ю строчку, а потом был поднят и до 14-й. Однако включение в рейтинг было временным, и в июле 2017 года Леон покинул рейтинг.
2 сентября 2017 года Эдвардс встретился с американцем Брайаном Барбереной (13-4 MMA, 4-2 UFC) в главном карде турнира UFC Fight Night 115 в Нидерландах. Эдвардс впервые попал в главный кард турнира UFC и отметил это событие очередной победой над соперником единогласным решением судей (29–28, 29–28, 29–28).
17 марта 2018 года Эдвардс встретился с немцем Петером Собботой  на турнире UFC Fight Night 127 в Англии. Эдвардс одержал победу техническим нокаутом за 1 секунду до окончания поединка, установив таким образом рекорд по самой поздней досрочной победе/победе нокаутом в полусреднем дивизионе UFC. После победы Эдвардс вызвал на бой Даррена Тилла, который находился на трибуне, и предложил ему выявить лучшего полусредневеса Англии.
23 июня 2018 года Эдвардс впервые возглавил турнир UFC и впервые разделил октагон с топовым бойцом, которым стал бывший претендент на титул чемпиона UFC в лёгком весе американец Дональд Серроне (33-10 MMA, 19-7 UFC, #11 в рейтинге) на турнире UFC Fight Night 132: Ковбой vs. Эдвардс в Сингапуре. Эдвардс смог забрать три первых раунда из пяти и в итоге победил единогласным решением судей (48–47, 48–47, 48–47). После победы на турнире Эдвардс в неуважительной форме вызвал на бой находившегося на пике популярности американца кубинского происхождения Хорхе Масвидаля.
После турнира Эдвардс ожидаемо поднялся на 11-ю строчку в рейтинге.
16 марта 2019 года Эдвардс встретился с исландцем Гуннаром Нельсоном (17-3-1 MMA, 8-3 UFC, #13 в рейтинге) в соглавном событии турнира UFC Fight Night 147: Тилл vs. Масвидаль. Несмотря на то, что Нельсон являлся профильным грэпплером, Эдвардс удивил соперника своими навыками в борьбе в первые два раунда. Во 2-м раунде Эдвард отправил Нельсона в нокдаун ударом локтя в голову, но не смог дожать соперника. Однако заключительный раунд Эдвардс провалил и находился практически всё время в гарде под соперником. В итоге судьи всё-таки отдали победу Эдвардсу и он победил раздельным решением (29–27, 29–28, 28–29). После окончания турнира между Эдвардсом и Хорхе Масвидалем в подтрибунном помещении произошла стычка, в ходе которой Масвидаль нанёс Эдвардсу три удара в голову и оставил серьёзную сечку под глазом. Этот инцидент в дальнейшем перерастёт в длительный конфликт между бойцами, а фанаты будут ожидать их очной встречи в октагоне.
20 июля 2019 года Эдвардс в заглавном событии турнира UFC on ESPN 4: Дус Анжус vs. Эдвардс встретился с бывшим чемпионом UFC в лёгком весе бразильцем Рафаэлом дус Анжусом (29-11 MMA, 18-9 UFC, #4 в рейтинге). Эдвардс уверенно победил бывшего чемпиона единогласным решением судей (50-45, 49-46, 49-46). Эта победа стала для Эдвардса знаковой, так как после неё он поднялся в рейтинге UFC с 12-го места сразу на четвёртое. После победы Эдвардс, находясь в октагоне, вновь в грубой форме обратился к Масвидалю и в очередной раз предложил провести бой с ним.
2020: Отмены боёв и простой из-за COVID-19
В качестве следующего поединка после заключения нового контракта с UFC, Эдвардс должен был встретиться с бывшим чемпионом американцем Тайроном Вудли (#1 в рейтинге) 21 марта 2020 года в заглавном событии турнира UFC Fight Night: Вудли vs. Эдвардс, который был запланирован в Лондоне. Тем не менее, транспортные ограничения, связанные с эпидемией коронавирусной инфекции COVID-19, вынудили Эдвардса отказаться от участия в турнире, поскольку мероприятие в итоге было перенесено из Англии в США. Впоследствии турнир и вовсе был отменён.
22 октября 2020 года после 425-дневного простоя с момента боя с Дус Анжусом, организаторы удалили Эдвардса из рейтинга UFC из-за бездействия и отказа от проведения боёв с соперниками, которых предлагали матчмейкеры. Тем не менее, всего один день спустя было объявлено, что он должен встретиться с непобеждённым проспектом Хамзатом Чимаевым в главном событии UFC Fight Night 183 19 декабря 2020 года. По условиям организаторов это означало бы, что Эдвардс будет возвращён на 3-ю строчку в рейтинге UFC. Однако 29 ноября появилась информация, что Чимаев якобы сдал положительный тест на COVID-19 и это ставит проведение боя под вопрос. В свою очередь, 1 декабря Эдвардс также официально подтвердил положительный тест на COVID-19 у себя, поэтому в итоге бой был отложен. 22 декабря было объявлено, что поединок переносится на 20 января 2021 года на турнир UFC on ESPN 20 в Абу-Даби. Тем не менее,  29 декабря стало известно, что Чимаев вновь вынужден сняться с боя из-за затяжных последствий COVID-19. В результате бой был временно отложен вновь.
2021: Возвращение статуса претендента.
13 января 2021 года проведение боя между Эдвардсом и Чимаевым было анонсировано в третий раз и они должны были возглавить турнир UFC Fight Night 187, запланированный на 13 марта 2021 года. Тем не менее, 11 февраля президент UFC Дэйна Уайт объявил, что их встреча снова отменена из-за того, что Чимаев всё ещё страдает от продолжительных последствий COVID-19. После многократных попыток организовать бой Эдвардса с Чимаевым 18 февраля 2021 года было объявлено, что новым противником для Эдвардса станет Белал Мухаммад (18-3 MMA, 9-3 UFC, #13 в рейтинге). В итоге они встретились 13 марта 2021 года в заглавном событии турнира UFC Fight Night: Эдвардс vs. Мухаммад. Эдвардс уверенно повёл бой и забрал первый раунд, но бою не суждено было завершиться. В начале второго раунда Эдвардс случайным образом ткнул Мухаммада пальцем в глаз, что не позволило тому продолжить поединок. Бой был объявлен не состоявшимся, а победная серия Эдвардса прервалась.
Следующим соперником Эдвардса был запланирован бывший претендент на титул чемпиона UFC в полусреднем весе (а также победитель The Ultimate Fighter 5) американец Нейт Диас. Ожидалось, что они встретятся 15 мая 2021 года на турнире UFC 262, при этом бой впервые в истории UFC должен был стать пятираундовым, не являясь боем за титул или заглавным событием. Тем не менее, бой был перенесен на UFC 263 из-за незначительной травмы, которую получил Диас на тренировке. Эдвардс контролировал подавляющее большинство боя и разбивал Диаса по всем позициям, нанеся ему существенный урон. Однако потеряв бдительность в концовке пятого раунда, Эдвардс едва не был финиширован соперником, после того как Диас ошеломил его точной двойкой в голову. В итоге, Эдвардс фактически спасался от добивания и апсета последние секунды поединка, но тем не менее забрал победу в бою единогласным решением судей (49–46, 49–46, 49–46).
11 декабря 2021 года на турнире UFC 269 Эдвардс, будучи 3-м номером в рейтинге полусреднего дивизиона, наконец-то должен был встретиться с Хорхе Масвидалем (#6 в рейтинге), с которым у него был давний конфликт. Тем не менее, Масвидаль снялся из-за травмы, и бой был отменен.
2022 - 2024: Чемпион UFC в полусреднем весе
20 августа 2022 года Эдвардс вновь встретился с Камару Усманом, который на тот момент являлся действующим чемпионом полусреднего дивизиона, в поединке за титул в заглавном событии турнира UFC 278. Перед боем Усман был явным фаворитом и по ходу поединка убедительно выигрывал по очкам (на судейских карточках Усман забирал 3 из 4 раундов). Однако Эдвардс на исходе пятого раунда неожиданным ударом ногой в голову отправил Усмана в глухой нокаут и стал 13-м чемпионом UFC в полусреднем весе. За это эффектное выступление Эдвардс получил свою вторую персональную награду «Выступление вечера». А по итогам года стал победителем ежегодной премии UFC Honors Awards в номинациях «Нокаут года» и «Камбэк года» (в категории «Выбор фанатов»), а также победителем ежегодной премии UFC.com Awards в номинациях «Апсет года» и «Нокаут года».
Организаторы предоставили Усману право незамедлительного реванша после утраты титула и 19 марта 2023 года Эдвардс и Усман встретились в третий раз в попытке выявить сильнейшего в заглавном событии турнира UFC 286, который проходил на родине нового чемпиона в Англии. Будучи вновь фаворитом, Усман не смог найти подход к сопернику и вернуть утраченный чемпионский пояс, а Эдвардс проявил стойкость и был более убедительным в бою. Судьи отдавали ему большинство раундов (два судьи - 4 из 5 раундов, один судья - 3 из 5) и только благодаря тому, что рефери в 3-м раунде снял с Эдвардса одно очко (он держал клетку руками, чтобы предотвратить тейкдаун), была объявлена победа не единогласным решением, а решением большинства судей (48-46, 48-46, 47-47). Таким образом, Эдвардс защитил титул чемпиона UFC в полусреднем весе, нанеся Усману второе поражение в UFC подряд и показав, что его первая победа над ним не была случайной.
Вторая защита титула произошла 16 декабря 2023 года на турнире UFC 296, где в заглавном событии Эдвардс встретился с бывшим временным чемпионом UFC  в полусреднем весе американцем Колби Ковингтоном, занимавшем на тот момент третью строчку в рейтинге полусреднего веса. Для Ковингтона это была третья попытка завладеть титулом неоспоримого чемпиона, два предыдущих раза он проиграл Камару Усману. Тем не менее, и эта попытка стала для Ковингтона неудачной, Эдвардс победил единогласным решением судей (49–46, 49–46, 49–46), забрав 4 первых раунда и отдав сопернику только концовку поединка.
В третьей защите титула Эдвардс встретился в реванше с Белалом Мухаммадом в заглавном событии турнира UFC 304, который проходил 27 июля 2024 года в Манчестере. Их первый поединок в марте 2021 года был признан не состоявшимся и оба бойца были готовы закрыть вопрос их очного противостояния сейчас, когда Эдвардс являлся чемпионом, а Мухаммад - номером 2 в рейтинге полусреднего дивизиона и оба имели внушительные победные серии (Эдвардс - 12 побед, Мухаммад - 9 побед). По ходу поединка Эдвардс не смог ничего противопоставить многочисленным тейкдаунам соперника, его вязкой борьбе и в итоге проиграл бой единогласным решением судей (47–48, 47–48, 46–49) и утратил титул чемпиона. Для Эдвардса это поражение стало первым за последние 9 лет его профессиональной карьеры бойца.
2025: После утраты титула
22 марта 2025 года Эдвардс должен был возглавить турнир UFC Fight Night 255 в Лондоне на пару с австралийцем Джеком Деллой Маддаленой, который занимает 4 место в рейтинге полусреднего веса и ещё не имеет поражений в UFC. Однако организаторы перенесли Делла Маддалену на другой турнир на бой против защищающего титул Белала Мухаммада, а Эдвардсу назначили нового соперника в лице перспективного американца Шона Брэди (#5 в рейтинге). Благодаря своей борьбе, Брэди тотально доминировал в бою, начиная со второго раунда и в начале четвёртого заставил бывшего чемпиона сдаться, успешно завершив удушающий приём. Для Эдвардса это поражение стало первым досрочным поражением в карьере.

## Личная жизнь
У Леона Эдвардса есть младший брат Фабиан Эдвардс, который младше его на 2 года. Фабиан также является известным бойцом смешанных единоборств и выступает в Bellator MMA, где дважды был претенденом в боях за титул чемпиона в среднем весе (оба раза проиграл).

## Титулы и достижения
Ultimate Fighting Championship (UFC)
- Чемпион UFC в полусреднем весе (один раз; бывший)
  - Две успешные защиты титула
  - Первый чемпион в истории UFC, рождённый в Ямайке
  - Один из двух неоспоримых британских чемпионов в истории UFC (наравне с Майклом Биспингом)
- Обладатель награды "Выступление вечера" (2 раза), в боях против Сета Бачински и Камару Усмана (2)
- Шестое место среди самых быстрых досрочных побед в истории UFC (0:08), в бою против Сета Бачински
- Делит (с Иэном Гэрри) третье место по продолжительности серии без поражений в истории полусреднего дивизиона UFC (13 боёв)[64]
- Делит (с Камару Усманом) четвёртое место по количеству побед решением в истории полусреднего дивизиона UFC (10 боёв)[64]
- Самый поздний нокаут/досрочная победа в истории полусреднего дивизиона UFC (за 0:01 до конца боя), в бою против Питера Соботты
- UFC Honors Awards
  - 2022: Победитель в номинациях «Нокаут года» и «Камбэк года» в категории «Выбор фанатов», бой против Камару Усмана (2)
- UFC.com Awards
  - 2022: 5-е место в номинации «Боец года», победитель в номинациях «Апсет года» и «Нокаут года», бой против Камару Усмана (2)
  - 2023: 3-е место в номинации «Боец года», 6-е место в номинации «Апсет года», бой против Камару Усмана (3)

British Association of Mixed Martial Arts (BAMMA)
- Чемпион BAMMA RDX в полусреднем весе (один раз; бывший)
  - Одна успешная защита титула

## Статистика в профессиональном ММА
| Боёв 28          | Побед 22 | Поражений 5 |
| ---------------- | -------- | ----------- |
| Нокаутом         | 7        | 0           |
| Сдачей           | 3        | 1           |
| Решением         | 12       | 3           |
| Дисквалификацией | 0        | 1           |
| Не состоявшихся  | 1        | 1           |

| Результат    | Рекорд   | Соперник          | Способ                          | Турнир                                 | Дата             | Раунд | Время | Место                              | Примечание |
| ------------ | -------- | ----------------- | ------------------------------- | -------------------------------------- | ---------------- | ----- | ----- | ---------------------------------- | --- |
| Поражение    | 22-5 (1) | Шон Брэди         | Сдача (гильотина)               | UFC Fight Night: Эдвардс vs. Брэди     | 22 марта 2025    | 4     | 1:39  | Лондон, Англия                     | |
| Поражение    | 22-4 (1) | Белал Мухаммад    | Единогласное решение            | UFC 304                                | 27 июля 2024     | 5     | 5:00  | Манчестер, Англия,                 | Утратил титул чемпиона UFC в полусреднем весе                                                                           |
| Победа       | 22-3 (1) | Колби Ковингтон   | Единогласное решение            | UFC 296                                | 16 декабря 2023  | 5     | 5:00  | Лас-Вегас, Невада, США             | Защитил титул чемпиона UFC в полусреднем весе (2)                                                                       |
| Победа       | 21-3 (1) | Камару Усман      | Решение большинства             | UFC 286                                | 18 марта 2023    | 5     | 5:00  | Лондон, Англия                     | Защитил титул чемпиона UFC в полусреднем весе (1) Рефери снял с Эдвардса одно очко в 3-м раунде за удержание ограждения |
| Победа       | 20-3 (1) | Камару Усман      | KO (хэд-кик)                    | UFC 278                                | 20 августа 2022  | 5     | 4:04  | Солт-Лейк-Сити, Юта, США           | Завоевал титул чемпиона UFC в полусреднем весе «Выступление вечера» (2)                                                 |
| Победа       | 19-3 (1) | Нейт Диас         | Единогласное решение            | UFC 263                                | 12 июня 2021     | 5     | 5:00  | Глендейл, Аризона, США             | |
| Не состоялся | 18-3 (1) | Белал Мухаммад    | Бой не состоялся (тычок в глаз) | UFC Fight Night: Эдвардс vs. Мухаммад  | 13 марта 2021    | 2     | 0:18  | Лас-Вегас, Невада, США             | Мухаммад не смог продолжить бой после случайного тычка пальцем в глаз                                                   |
| Победа       | 18-3     | Рафаэл дус Анжус  | Единогласное решение            | UFC on ESPN: Дус Анжус vs. Эдвардс     | 20 июля 2019     | 5     | 5:00  | Сан-Антонио, Техас, США            | |
| Победа       | 17-3     | Гуннар Нельсон    | Раздельное решение              | UFC Fight Night: Тилл vs. Масвидаль    | 16 марта 2019    | 3     | 5:00  | Лондон, Англия                     | |
| Победа       | 16-3     | Дональд Серроне   | Единогласное решение            | UFC Fight Night: Ковбой vs. Эдвардс    | 23 июня 2018     | 5     | 5:00  | Каланг, Сингапур                   | |
| Победа       | 15-3     | Петер Соботта     | TKO (удары руками)              | UFC Fight Night: Вердум vs. Волков     | 17 марта 2018    | 3     | 4:59  | Лондон, Англия                     | |
| Победа       | 14-3     | Брайан Барберена  | Единогласное решение            | UFC Fight Night: Волков vs. Стрюве     | 2 сентября 2017  | 3     | 5:00  | Роттердам, Нидерланды              | |
| Победа       | 13-3     | Висенте Луке      | Единогласное решение            | UFC Fight Night: Манува vs. Андерсон   | 18 марта 2017    | 3     | 5:00  | Лондон, Англия                     | |
| Победа       | 12-3     | Альберт Туменов   | Сдача (удушение сзади)          | UFC 204                                | 8 октября 2016   | 3     | 3:01  | Манчестер, Англия                  | |
| Победа       | 11-3     | Доминик Уотерс    | Единогласное решение            | UFC Fight Night: Оверим vs. Орловский  | 8 мая 2016       | 3     | 5:00  | Роттердам, Нидерланды              | |
| Поражение    | 10-3     | Камару Усман      | Единогласное решение            | UFC on Fox: Дус Анжус vs. Серроне 2    | 19 декабря 2015  | 3     | 5:00  | Орландо, Флорида, США              | |
| Победа       | 10-2     | Павел Павляк      | Единогласное решение            | UFC Fight Night: Биспинг vs. Лейтес    | 18 июля 2015     | 3     | 5:00  | Глазго, Шотландия                  | |
| Победа       | 9-2      | Сет Бачински      | KO (удары руками)               | UFC Fight Night: Гонзага vs. Кро Коп 2 | 11 апреля 2015   | 1     | 0:08  | Краков, Польша                     | «Выступление вечера» (1)                                                                                                |
| Поражение    | 8-2      | Клаудиу Силва     | Раздельное решение              | UFC Fight Night: Сегун vs. Сен-Прё     | 8 ноября 2014    | 3     | 5:00  | Уберландия, Минас-Жерайс, Бразилия | |
| Победа       | 8-1      | Шон Тейлор        | KO (удар рукой)                 | BAMMA 16                               | 13 сентября 2014 | 3     | 3:30  | Манчестер, Англия                  | Защитил титул чемпиона BAMMA в полусреднем весе (1)                                                                     |
| Победа       | 7-1      | Уэйн Марри        | Сдача (удушение сзади)          | BAMMA 15                               | 5 мая 2014       | 3     | 3:13  | Лондон, Англия                     | Завоевал титул чемпиона BAMMA в полусреднем весе                                                                        |
| Победа       | 6-1      | Уэндл Льюис       | KO (удары руками)               | BAMMA 14                               | 14 декабря 2013  | 1     | 1:20  | Бирмингем, Англия                  | |
| Победа       | 5-1      | Адам Буссиф       | Сдача (треугольник руками)      | BAMMA 13                               | 13 сентября 2013 | 1     | 2:10  | Бирмингем, Англия                  | |
| Победа       | 4-1      | Джонатан Билтон   | TKO (удары коленями)            | BAMMA 11                               | 1 декабря 2012   | 2     | 1:11  | Бирмингем, Англия                  | |
| Победа       | 3-1      | Крейг Уайт        | Техническое решение             | Strength And Honour 14                 | 3 ноября 2012    | 2     | 5:00  | Эксетер, Англия                    | |
| Поражение    | 2-1      | Делрой Макдауэлл  | DQ (запрещённый удар)           | Fight UK MMA 6                         | 25 февраля 2012  | 3     | 2:40  | Лестер, Англия                     | Вернулся в полусредний вес.                                                                                             |
| Победа       | 2-0      | Павел Звефка      | Единогласное решение            | Fight UK MMA 5                         | 19 ноября 2011   | 3     | 5:00  | Лестер, Англия                     | Дебют в среднем весе |
| Победа       | 1-0      | Дамиан Злотницкий | TKO (удары руками)              | Fight UK MMA 4                         | 5 июня 2011      | 1     | 2:15  | Лестер, Англия                     | Дебют в полусреднем весе                                                                                                |